# Norske Øer
Die Norske Øer („Norwegische Inseln“) sind eine grönländische Inselgruppe im Nordost-Grönland-Nationalpark.

## Geographie
Die Norske Øer liegen östlich von Lambert Land und dem Zachariae Isstrøm vor der nordostgrönländischen Küste. Sie stellen den nördlichsten Teil einer Inselkette dar, die sich nach Süden parallel zur Küste über die Franske Øer, die Parisøerne und die Danske Øer bis nach Gamma Ø erstreckt. 45 Kilometer nordöstlich liegt die erst 1993 entdeckte Insel Tuppiap Qeqertaa (dänisch Tobias Ø).
Die Inselgruppe besteht aus einer 151 km² großen Hauptinsel (inoffiziell manchmal Store Norske Ø genannt), einer südlich gelegenen 3,4 km² großen Nebeninsel und mehreren kleinen Inselchen mit unter 1 km² Fläche. Die Hauptinsel ist 24,5 Kilometer lang und bis zu 9 Kilometer breit. In ihrem nördlichen Teil trägt sie eine Eiskappe mit mehreren Auslassgletschern, die bis an die Westküste der Insel reichen. Abgesehen von kleineren Felsen ist der nördlichste Punkt der Norske Øer Kap Nansen auf der Hauptinsel (79° 11′ N, 17° 46′ W) und der südlichste Kap Amundsen auf der Nebeninsel (78° 57′ N, 18° 3′ W).
Die Norske Øer sind fast immer von Festeis umgeben. Die hier liegende Eisbarriere (Norske Øer Ice Barrier) ist eines der ausgedehntesten Gebiete mit Festeis auf der Erde und gilt als Voraussetzung für die Bildung des Nordostwassers, einer Polynja, die vielen Meeressäugern und -vögeln schon im Frühjahr günstige Lebensbedingungen bietet. Die im 20. Jahrhundert sehr stabile Eisbarriere ist seit 1997 aber in mehreren Sommern zusammengebrochen.

## Geschichte
Die Inseln erhielten ihren Namen von der Danmark-Expedition, die von 1906 bis 1908 unter Leitung von Ludvig Mylius-Erichsen den Nordosten Grönlands erforschte. Damit wurden Harald Hagerup und Karl Ring, die beiden norwegischen Teilnehmer an der Expedition, geehrt. 1933 kam Lauge Koch mit dem Forschungsschiff Gustav Holm in die Nähe der Norske Øer und erkundete von hier aus mit dem Flugzeug den Norden Grönlands bis nach Peary Land. 1938 erforschte die dänische Nordostgrönlandexpedition von Eigil Knuth und Ebbe Munck die Inseln.